# 斯托爾克諾爾滕峰
72°11′S 8°3′E / 72.183°S 8.050°E
斯托爾克諾爾滕峰（英語：Storknolten Peak）是南極洲的山峰，位於東部南極洲的毛德皇后地，屬於菲爾希納山脈的一部分，該山峰由德國的探險隊發現。
.